# Шарль Блонден
Жан-Франсуа́ Гравеле́-Блонде́н (фр. Jean François Gravelet-Blondin; 28 февраля 1824, Эден, Па-де-Кале, Королевство Франция — 22 февраля 1897, Илинг, Лондон, Англия, Британская империя) — французский канатоходец, прозванный «героем Ниагары».

## Биография
Его настоящее имя было Жан-Франсуа Гравеле, но прославился он под именами Шарль Блонден, Жан-Франсуа Блонден, или, проще говоря, «Великий Блонден». В возрасте пяти лет его отправили в спортивную школу (École de Gymnase) в Лионе. Проучившись там шесть месяцев акробатике, он впервые выступил перед публикой под псевдонимом «Маленькое чудо». Лишившись на девятом году жизни отца, старого наполеоновского солдата, он попал в странствующую труппу акробатов и вскоре затмил здесь всех своих товарищей ловкостью и смелостью эквилибристики. Мастерство, грация и оригинальность трюков быстро снискали ему популярность.
В 1855 году Блонден отправляется в Соединённые Штаты Америки. Здесь он приобрёл известность благодаря своей идее пересечь ущелье ниже Ниагарского водопада по канату длиной 1100 футов (335 м), туго натянутому на высоте 160 футов (50 метров) над водой. Данный трюк он выполнял несколько раз (впервые 30 июня 1859 года), причём всегда в разных вариациях: с завязанными глазами, в мешке, катил тачку, на ходулях, нёс человека на плечах (это был его менеджер, Гарри Колкорд), усаживался на середине, готовил и ел омлет. Также он выступал в бродвейском театре «Сад Нибло».

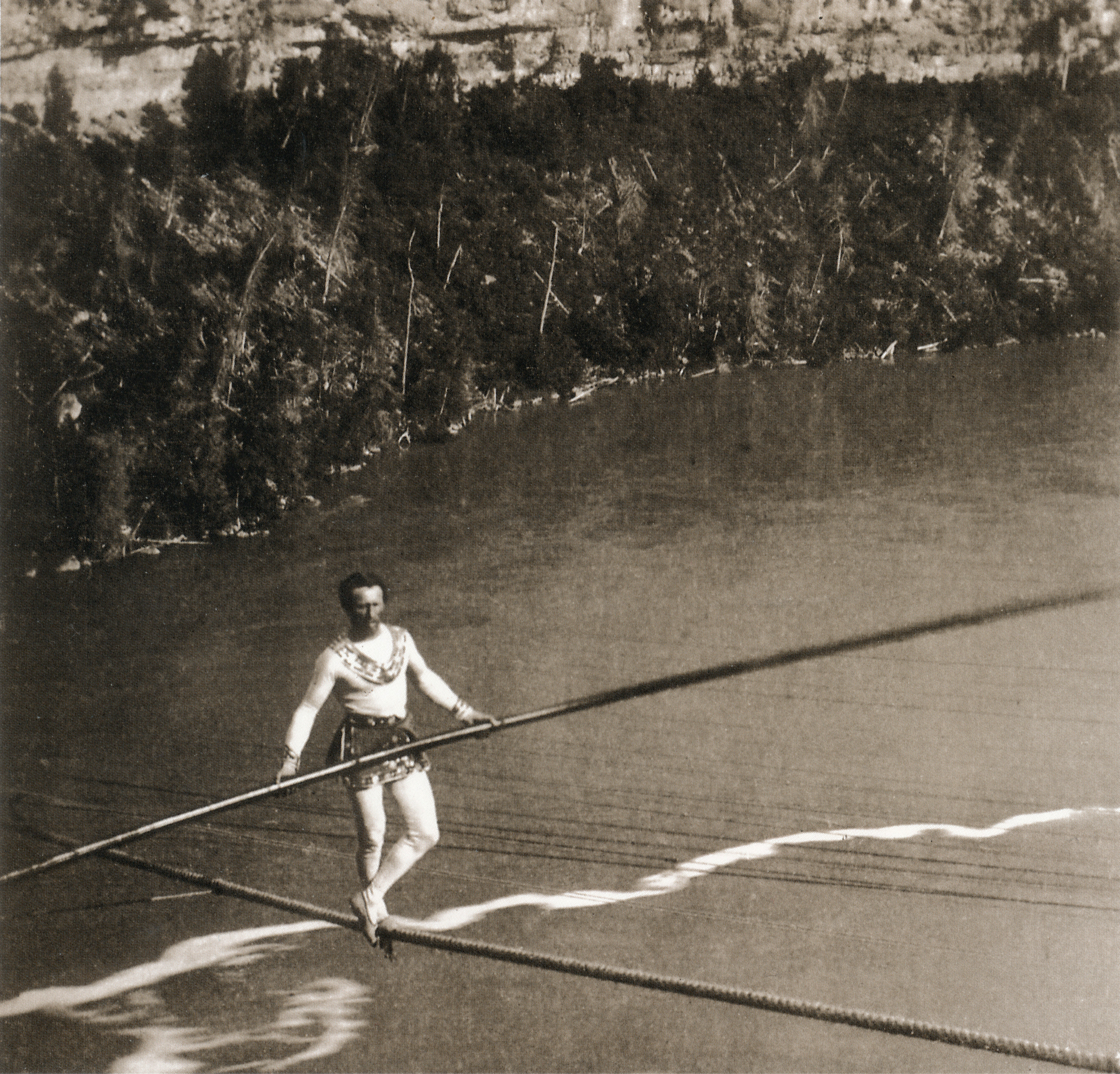
Шарль Блонден пересекает Ниагарский водопад, 1859 год

В 1861 году Блонден впервые выступает в Лондоне, в Хрустальном дворце. Он крутит сальто на ходулях на канате, натянутом над центральным трансептом на высоте 70 футов (20 метров) над землёй. В 1862 году он вновь даёт серию представлений как в Хрустальном дворце, так и в других районах Англии и на континенте.
В 1861 году он выступает в Королевских Садах Портобелло, на Южной кольцевой дороге, Портобелло, Дублин, на высоте в 50 футов над землёй. Во время выступления канат порвался, что привело к разрушению лесов. Сам Блонден не пострадал, но двое рабочих, находившихся в этот момент на лесах, погибли. Началось расследование, в ходе которого исследовался порвавшийся канат (диаметром 2 дюйма (5 см) и периметром сечения 5 дюймов (12,7 см). Ни Блондену, ни его менеджеру обвинения в тот момент не выдвигались, однако у судьи имелась масса вопросов к производителю каната. Организатор мероприятия, мистер Кирби, заявил, что никогда впредь он не возьмётся ни за что подобное. Когда на следующее судебное заседание Блонден и его менеджер не явились (они были в Америке), на их задержание был выписан ордер. Однако в следующем году Блонден опять выступал там же, в Дублине, на этот раз на высоте 100 футов (32 м) над землёй.

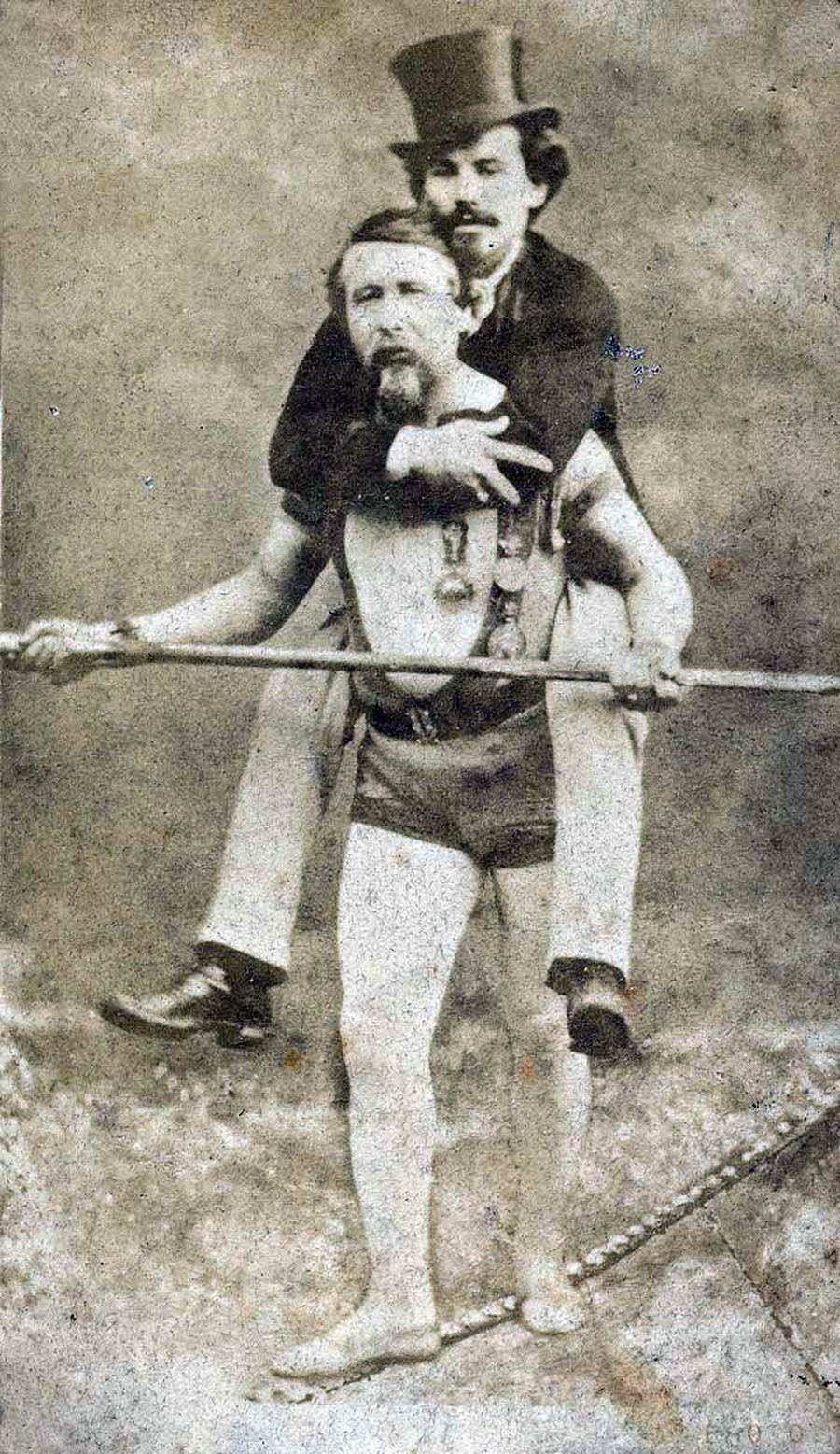
Блонден несёт своего менеджера, Гарри Колкорда, идя по туго натянутому канату

В первый раз он женился на Мари Бланшери 6 августа 1846 года, чтобы узаконить их сына Аиме Леопольда. Потом у них родилось ещё двое детей. Неизвестно, что случилось с французской семьёй после его переезда в Соединённые Штаты.
Находясь в США, он женился во второй раз на Шарлотте Лоуренс, с которой у него было пятеро детей: Адель (р. 1854), Эдвард (р. 1855), Ирис (р. 1861), Генри Колман (р. 1862) и Шарлотта (р. 1866).
Некоторое время у него был роман с актрисой Адой Айзекс Менкен, которая даже предлагала ему пожениться над Ниагарой, но Блонден тактично отказался, сказав что он будет «отвлекаться на ее красоту…»
6 сентября 1873 года Блонден пересёк водохранилище Эдгбастон в Бирмингеме. В честь этого события в 1992 году недалеко от Лэйдивуд Мидлвэй был установлен скульптурный памятник.
В июне 1874 года, во время большого турне, организованного австралийским театральным менеджером Робертом Спэрроу Смайтом, когда Блонден возвращался в Таунсвилл с Явы, его корабль потерпел крушение, и ему пришлось провести ночь в открытой лодке под проливным дождём с английской пианисткой-виртуозом Арабеллой Годдард, которая также была участницей этого турне.
После перерыва Блонден вновь появляется на публике в 1880 году. В театральном сезоне 1893—1894 годов он играет роль в пантомиме «Джек и Бинстолк» в Хрустальном дворце, организованной Оскаром Барретом.
Его последнее выступление состоялось в Белфасте в 1896 году. Он умер от диабета в Илинге, Лондон, в возрасте 72 лет и похоронен на кладбище Кенсэл Грин.

## Память
В его честь названы две дороги в Илинге: Блонден Авеню и Ниагара Авеню.
Его подвиг, связанный с пересечением Ниагары с человеком на плечах, увековечен в известной пьесе «Пересечение Ниагары» («Crossing Niagara»), написанной перуанским драматургом Алонсо Алегрия. Пьеса не только достоверно передаёт эти события, но и раскрывает характер человека (в данном случае — мальчика), которого переносят на плечах. Премьера пьесы состоялась в Лиме в 1969 году. С тех пор она регулярно идёт на сценах примерно в пятидесяти странах. Самые свежие постановки состоялись в Испании (2006 год) и Венесуэле (2008 год). Премьера пьесы на английском языке состоялась в Лондоне в Национальном театре (около 1975 года) и в Нью-Йорке в Manhattan Theatre Club (около 1982 года).
При жизни его имя было настолько связано со словом «канатоходец», что стало обозначать всех людей в этой сфере. Например, в 1880 году, было, как минимум, 5 человек работающих в Сиднее под разными вариациями его имени, самый известный из них — Анри Л’Эстранж, называемый «австралийский Блонден».